# یرون استراتهوف
یرون استراتهوف (هلندی: Jeroen Straathof؛ زادهٔ ۱۸ نوامبر ۱۹۷۲) اسکیت‌باز سرعت و دوچرخه‌سوار اهل هلند است.